# The Blue Bloods
The Blue Bloods fue el nombre de un stable  dentro de la lucha libre profesional en la World Championship Wrestling cuyos integrantes eran  "Lord" Steven Regal, "Earl" Robert Eaton y "Squire" David Taylor, junto con su mayordomo Jeeves, que funcionó entre mediados y finales de los 90.

## Historia

### World Championship Wrestling (1995–1998)
The Blue Bloods se formaron en 1995 en World Championship Wrestling (WCW) por Regal después de que se separó de su mánager,  Sir William y se convirtiera en un luchador por equipos. Originalmente, Regal buscó a  Jean-Paul Levesque y estaba programado para conformar un equipo con él, antes de que Levesque se marchara a WWF. Finalmente, Regal reclutó a Bobby Eaton, originario de Alabama (kayfabe), nombrándolo "caballero" y cambiando su nombre a "Earl" (conde) Robert Eaton, Regal se encargó personalmente de enseñarle los puntos más sutiles del estilo de vida  Británico, incluyendo la correcta pronunciación del acento británico y la vestimenta adecuada para la cena.
El equipo tuvo un feudo con Harlem Heat (Booker T y Stevie Ray) y el equipo de  Bunkhouse Buck y Dick Slater por el WCW World Tag Team Championship pero nunca pudieron conseguir los títulos. Más tarde se les unieron "Squire" (escudero) David Taylor y un mayordomo llamado Jeeves, de quien abusaban delante de todos. Eaton más tarde abandonó el grupo, iniciando un feudo entre él y sus antiguos compañeros.
Taylor y Regal continuaron trabajando en equipo hasta que Regal fue liberado de la WCW en 1998. Desde ese momento, Taylor comenzó a competir de forma individual.
Cuando Regal regresó a WCW en 1999 reformaría los Blue Bloods con Taylor en agosto. Competirían principalmente en WCW Saturday Night, hasta que el equipo desapareció de la televisión en enero de 2000.

### World Wrestling Entertainment (2006–2007)
En 2006, Regal (quien cambió su nombre de luchador a William) y Taylor, se reunieron como tag team en la  marca SmackDown! de la World Wrestling Entertainment, sin embargo, no usaron los personajes de su anterior "Blue Bloods", sino que se convirtieron en luchadores sádicos, dispuestos a hacer cualquier cosa para ganar.

## Campeonatos y logros
- World Championship Wrestling/WCW
  - WCW World Television Championship (4 veces) - "Lord" Steve Regal